# Monsonia heliotropioides
Monsonia heliotropioides là một loài thực vật có hoa trong họ Mỏ hạc. Loài này được (Cav.) Boiss. mô tả khoa học đầu tiên năm 1867.